# Plaza de Félix Sáenz
La plaza de Félix Sáenz es una plaza del centro histórico de la ciudad de Málaga, España. Está situada en la confluencia de las calles Nueva, San Juan, Sagasta, de los Esparteros y Puerta del Mar.
Conocida anteriormente como la Alhóndiga, la plaza recibe su nombre en honor a Félix Sáenz Calvo, comerciante de origen riojano que llegó a ser teniente de alcalde del ayuntamiento y senador Vitalicio del Reino. Entre los edificios que la rodean, destacan el edificio de los antiguos Almacenes Félix Sáenz, una de las obras modernistas más notorias de la ciudad. En el año 2000, en el centro de la plaza se instaló la obra Casa dorada para pájaros, del escultor catalán Jaume Plensa.